# Boevange
Boevange (Luxemburgs: Béigen, Duits: Bögen) is een plaats in de gemeente Wincrange en het kanton Clervaux in Luxemburg. Boevange telt 117 inwoners (2005).

## Geschiedenis
Boevange was een zelfstandige gemeente totdat het op 1 januari 1978 fusioneerde met Asselborn, Hachiville en Oberwampach om zo de nieuwe gemeente Wincrange te vormen. Het plaatsje Wincrange zelf was voordien steeds een deel van de gemeente Boevange, net als de plaatsen Crendal, Deiffelt, Doennange, Hamiville, Lullange en Troine.

## Geboren
- Roger Bertemes (1927-2006), kunstschilder